# Одяг українських міщан
У Речі Посполитій був закон, який регулював одяг різних верств населення: ясновельможні пани могли носити кармазинові жупани та кунтуші, дрібна шляхта носила те саме, але сірого (шарого) кольору. Міщанству заборонено було носити кунтуші, вони могли носити лише жупани. У руських міщан до кінця 19 ст. зберігався загальний тип крою народного одягу, а в простого населення він зберігся незмінно. Характерною особливістю одягу міщан, яка відрізняла їх одяг від одягу простого населення, була краща якість, оскільки міщани для одягу використовували купне сукно, а також більш дорогі хутра, і носили вони жупани, капоти, делії, які не носили простолюдини. Міщани у всьому намагалися наслідувати шляхту і тому часто багаті міщани носили той самий стрій, що і шляхта. Так законом Речі Посполитої 1613 р. було заборонено міщанам вживати шовк і дорогі хутра (соболі, рисі, чорні лисиці), крім лисиці та нижчих хутер. Також міщанам були заборонені сап'янці, дорогоцінні прикраси та шовкові пояси. За порушення закону міщани обкладалися штрафом в 14 гривень. В 1620 штраф підняли до 100 гривень. В 1655 — до 1000 гривень з купців і 200 з простого населення. Закон поновлявся в 1683 та 1764 рр.
«У старих міщан знайдеш ще старосвітські злежані кунтуші, жупани зі срібними ґудзиками, жіночі бекешки, а міщанки ще недавно носили свої смушеві або соболеві шапочки, які надягали поверх хустки. Цей дивний убір був поширений по містечках Галичини — у Калуші, Галичі, Бережанах, Бродах і навіть у Львові пам'ятають старі таку моду в жінок…» (Яків Федорович Головацький, Подорож по Галицькій та Угорській Русі, 1834 р.) (м. Болехів)

## Чоловіче вбрання
У будні міщани носили тонку лляну сорочку, а в свята з перкалю. Сорочки міщан були зі зборами та відкладним коміром, шириною в 7,5 см. Рукави були кроєні з подвійними плечами (прирамниками) з дудами (вузькими обшивками) або лиштвами (широкими обшивками). Ці обшивки защіпались перламутровими ґудзиками або зав'язувались білою тасьмою. Сорочка була довжиною до коліна, але поділ сорочки заправляли міщани в штани. Сорочки міщан на плечах та на грудях кольоровими нитками, за невеликим виключенням, не вишивались. Сорочки зверху защіпались металевою або срібною шпонкою з блискучим камінчиком.
Поясним одягом чоловіків були сподні, портки, штани, пов'язувались міщани крайкою, поясом, а старші чоловіки носили також череси. До сер. 19 ст. зберігались в старовинних міщанських родах литі паси (ткані по шовку золотом та сріблом), але з причини зубожіння населення євреї, користуючись завжди з нещастя народу, скуповували такі пояси, палили їх та переплавляли на золото та срібло, а ті які були коштовніші і кращі продавали польській шляхті, в якої в той час була мода на такі пояси та які вдавали, що ці пояси належать до їхнього національного одягу. Зимою чоловіки носили широкі штани (шаровари) небесного кольору, часом з червоною обшивкою. Під штанами носили гачі. Штани були завжди заправлені в халяви шкапових чобіт. Чоботи носили руського та угорського крою. В свята міщани носили жовті та червоні сап'янці.
По сорочці носили з легких тканин полужупанчик з рукавами чи без рукавів, який мав комірець стійку, зверху на який викладався комірець сорочки. Полужупанчик застібався на грудях та до пояса гапликами. Коли виходили з дому одягали жупан та капоту небесної або зеленої барви. Жупани шили облягаючими стан зі зборами ззаду довжиною нижче колін або й до кісточок. Комір жупана був іноді стійкою, а іноді виложений. Кляпи та заковраші обшивалися червоним сукном. Защіпались жупани на ліву сторону. Спереду на грудях, на рукавах, на кишенях та ззаду на швах жупани обшивали шовковою тасьмою.
Убрався в жупан та гадає, що пан.
Капота відрізнялася від жупана тим, що була в талії ширшою, довшою та вільнішою, мала ззаду три великі складки. Поли в капоті заходили одна на одну, тоді як в жупані ледве сходились. Защіпалася капота на шовкові ґудзики. Більш розшита капота з коміром стійкою називалася чамара чи чемерка. Жупан або капоту підперізували шовковим тканим золотом поясом або тканим шерстяним.
У давні часи чоловіки носили по жупані кунтуші з вильотами. До 40 рр. 19 ст. в Бучачі та Роздолі можна було зустріти міщан одітих в гранатові або сині кунтуші по жупані та підпоясані золотими або срібними литими поясами. Зимою міщани носили шуби з лиса або сірих чи чорних баранів до стану з коміром-відлогою з найкращого хутра. Такі шуби були покриті сукном та обшиті тесьмою та петлями. Виходячи з дому міщани одягали зверху делію: шубу з вовчого або ведмежого хутра з довгими до землі рукавами. Делія шилася вільною, не до стану, з рукавами які не одівали та носилася на опашки. В Підгайцях та Бучачі делії покривали зеленим сукном. Менш заможні носили чорний тулубястий кожух або лисячу шубу покриту сивим сукном. Інколи носили шуби особливого крою: з вузьким станом, кроєм подібним на угорський, покриті сукном та обшиті тасьмою та пасаманами, такі шуби називали — бекеша. Появу цих шуб, пов'язують з часами короля Стефана Баторія. Під час негоди чи хуртовини зверху по шубі чи кожусі одягали опанчу. Такі опанчі мали стоячий комір, ззаду мали 5-6 фалд, позаду була бурка (каптур), опонча була викладена зеленим або синім сукном, обшита червоними вовняними шнурками. Опонча мала два шнурки з кутасами, які висіли зв'язані на плечах.
На голові носили суконні шапки обкладені хутром з видри, соболя, лиса, куниці, які наверху мали таляр (ґудзик). Деякі міщани носили капузи з вухами з лисячого хутра, які в холодну пору опускалися на вуха. Найбільш поширеними були сиві смушкові шапки з суконним верхом та таляром зверху. Такі шапки були розрізані ззаду та зв'язувались стрічками — шапка на завісах. Носили також кучми, а влітку білі або чорні капелюхи. До повного строю міщанина належала палиця, обкована міддю або сріблом. До строю належала також кольорова хустинка, яку клали в карман.
У старі часи всі міщани підголювали волосся, залишаючи наверху тільки чуб, в кін. 19 ст. цей звичай вийшов з ужитку.

## Жіноче вбрання

### Сорочка
Сорочка міщанок шилася з вставками, прирамниками, зі шлярами біля кисті руки, з широкими лиштвами або вузькими обшивками — дудицями. Біля шиї сорочки були призбирані і мали викладний комір на 3-4 дюйми. Дівчата і молодиці шили сорочки з брижами біля шиї та біля манжетів. Дівчата зав'язували сорочки біля шиї на широкі червоні стрічки, а жінки на шнурок або защіпали на перламутровий ґудзик, скляну зашпенку і біля рукавів зав'язували тасьмою. Сорочки міщанок кольоровими нитками не вишивалися, хіба у бідніших, які зберігали стрій простого народу. Такі сорочки мали на плечиках мережку.
А в нашої бондарівни — сорочка мережка.
Поясним одягом мішанок була спідниця в збори. Носили також дими — спідниця ткана в паси з каніфасу. Спідниця спереду покривалася запаскою або кольоровим фартушком. Запаска завжди була трохи коротшою за спідницю та мала іншу барву, ніж спідниця. В свята міщанки одягали спідниці з шовкової атласної матерії.
Зверху по сорочці, особливо в свята, мішанки носили корсети з шовку або китайки, які на грудях стягувались шнурком або защіпались на ґудзики. Такий корсет мав клапани довжиною 15 — 17,5 см, які розходились від стану. Корсет з клапанами підшивався перкалевою підкладкою. Такі корсети шилися з тієї ж матерії, що і спідниці, та мали часто срібні ґудзички в один або два ряди. Спереду такі корсети мали глибокий виріз, щоб було краще видно сорочку та намисто.
Коли міщанки виходили з дому, то одягали кавтан або катанку, з коміром-відлогою з клапанами та вилогами. Такі катанки були підшиті нанкою та мали комір та відлоги яскравого червоного або малинового кольору. Катанка була ззаду без зборів, а кавтаник мав ззаді збори, защіпок вони не мали, а зав'язувались спереду шнурком. Заможні міщанки шили кавтани з шовку, а менш заможні з сірої шерсті. В будні дні міщанки носили чобітки або черевики, а в святкові сап'янові чоботи або черевики червоні або рожеві, з гострими носами на високих корках.
До святкового строю жінки носили в руках бавовняну хустинку, або перекинуту через руку велику хустину. Зимою міщанки носили шуби покриті небесним або зеленим тонким сукном, а нерідко і шовком. Такі шуби були обшиті шовковою тесьмою або мали золоті чи срібні галуни. Хутро вживали з лиса, куниці, білки на обшивки, а всередину було хутро, особливо в менш заможних, з кролика або з білого каракулю. В багатих міщанок, коміри-відлоги до стану були покриті дорогим хутром з чорних лисиць чи куниць. Часто міщанки носили бекеші — шуби вільного крою, покриті зеленим або небесним сукном, обшиті сірою тасьмою з коміром-відлогою з сивого кримського каракулю та ґудзиками з петлями. Шуби та бекеші шилися до стану. Замість карманів вони мали прорізи, в які в негоду просувалися кінці спідниці.

### Зачіска та головне покриття
Дівчата ніколи не ходили з покритою головою. Зачіска була надзвичайно проста. В будній день волосся розділяли на проділ і зачісували назад, ззаду заплітали косу, в яку вплітали гарусову або шовкову стрічку — бинду. В свята біля коси від коралів по спині пускали кілька (2-3) барвистих стрічок. Або заплітали волосся у дві коси, викладали їх кругом голови та прикрашали живими або штучними квітами, на голову зав'язували також червону стрічку або барвисту бавовняну хустку складали дуже вузько, та пов'язували як стрічку, кінці якої зав'язувались спереду. Міщанки прикрашали голову розмарином, барвінком та рутою.
Одружені жінки не заплітали волосся, а розділяли його наполовину та розпускали по плечах, зверху пов'язували хусткою, так щоб задній довгий кінець прикривав волосся. Так носили в Вучачі, Золочеві. В інших містах покривали підстрижене волосся виплетеною зі шнурів сіткою — чепцем (білою, зеленою, червоною). Зверху пов'язували хусткою, складеною трикутником. В середину хустки закладали картонку і тоді складали хустку ще раз вдвоє. Тоді голову пов'язували спереду назад, як косинку, і кінці виводили наперед та зав'язували спереду, утворюючи спереду вузол — чубок і тоді кінці запихали по боках. Хустки були бавовняні або шовкові і називали їх бродськими. В Коломиї, Косові, Збаражі, Бродах жінки накручували волосся на хомелку, покривали зверху чепцем-сіткою, та навколо голови пов'язували рубок, довгі кінці якого зав'язували ззаду в одну або дві петлі і опускали до колін. Під рубок пов'язували іноді кольорову хустку. Літні жінки в 19 ст. за старим звичаєм носили ще зверху по рубку подібну на чоловічу хутряну шапку.
До святкового строю в руках носили малу бавовняну хустинку (ширинку) або під рукою велику кольорову складену хустку.

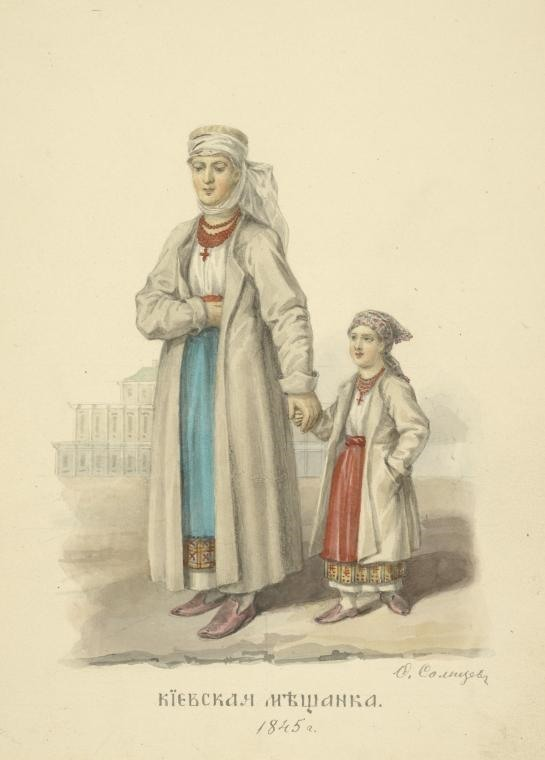
Міщанка з Києва 1845
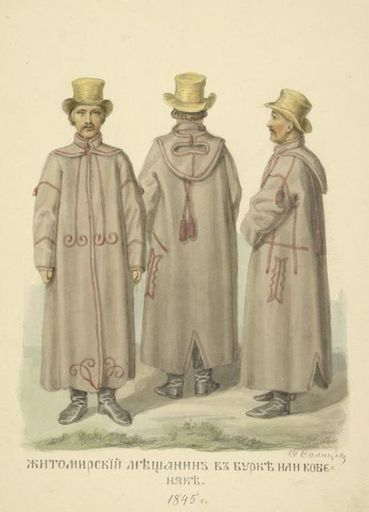
Житомирський міщанин в бурці/кобеняку 1845
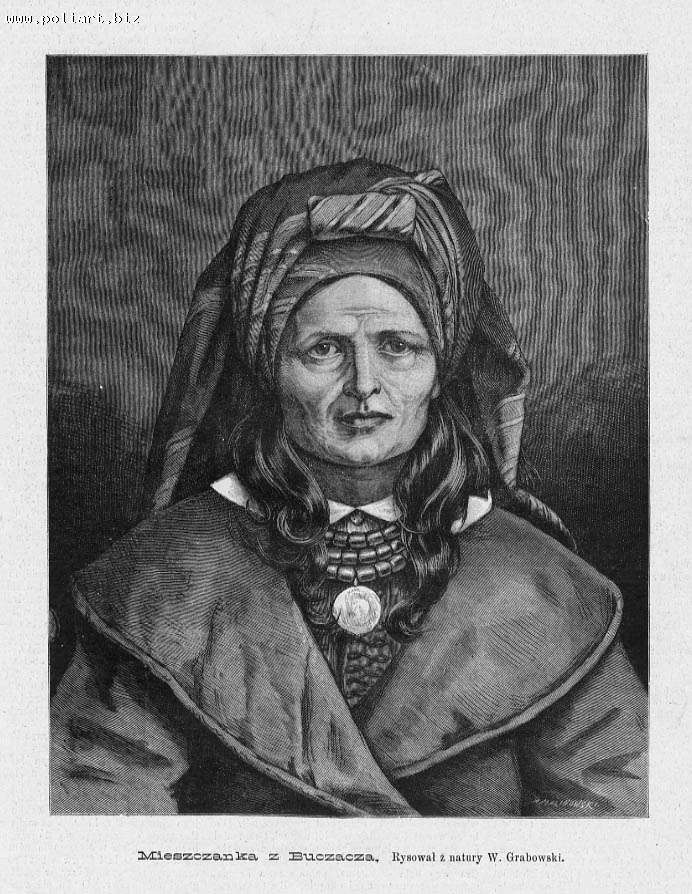
Міщанка з Бучача 1885
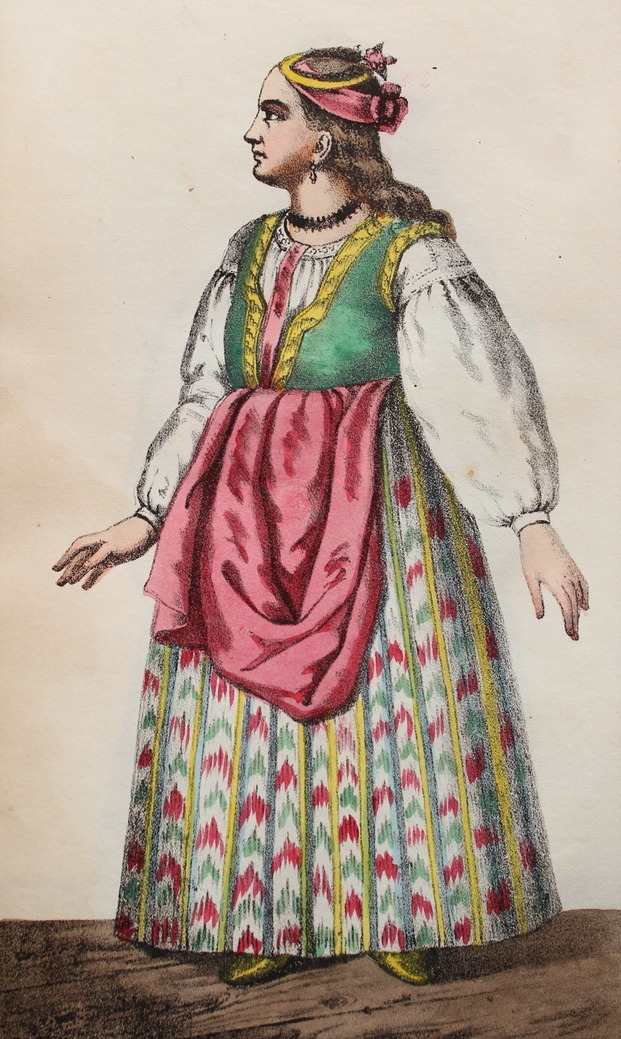
Міщанка в димці та корсеті
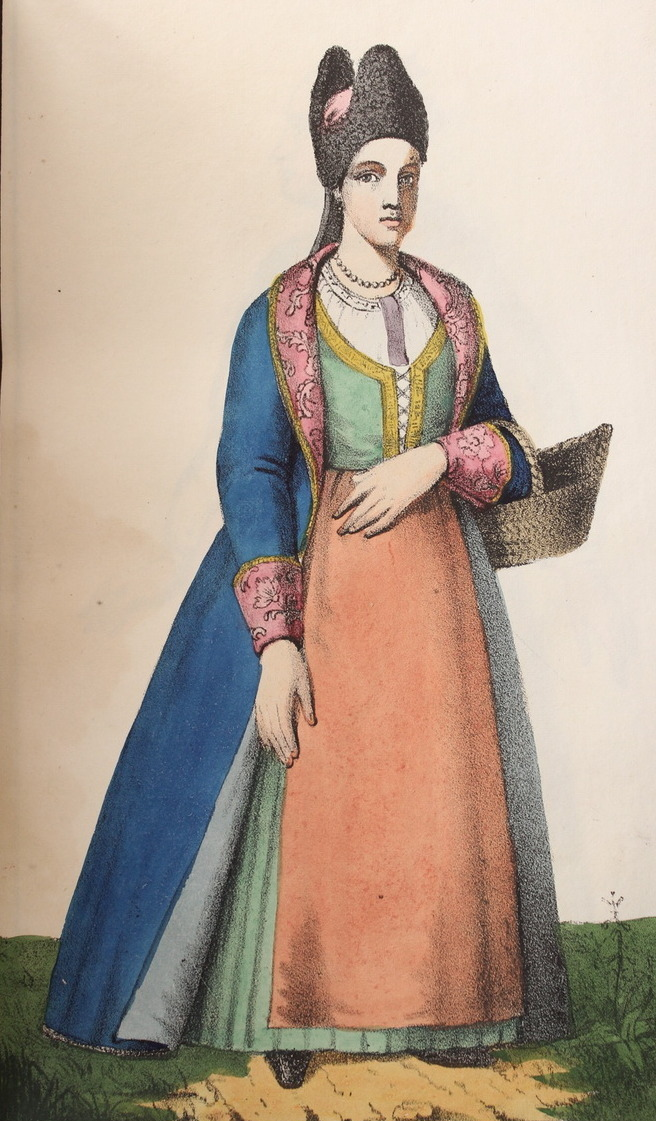
Одружена міщанка
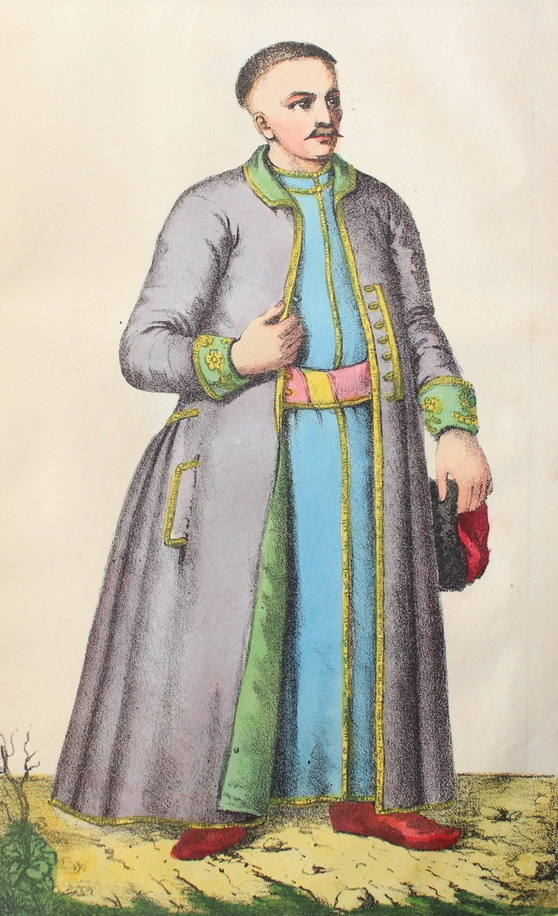
Український міщанин
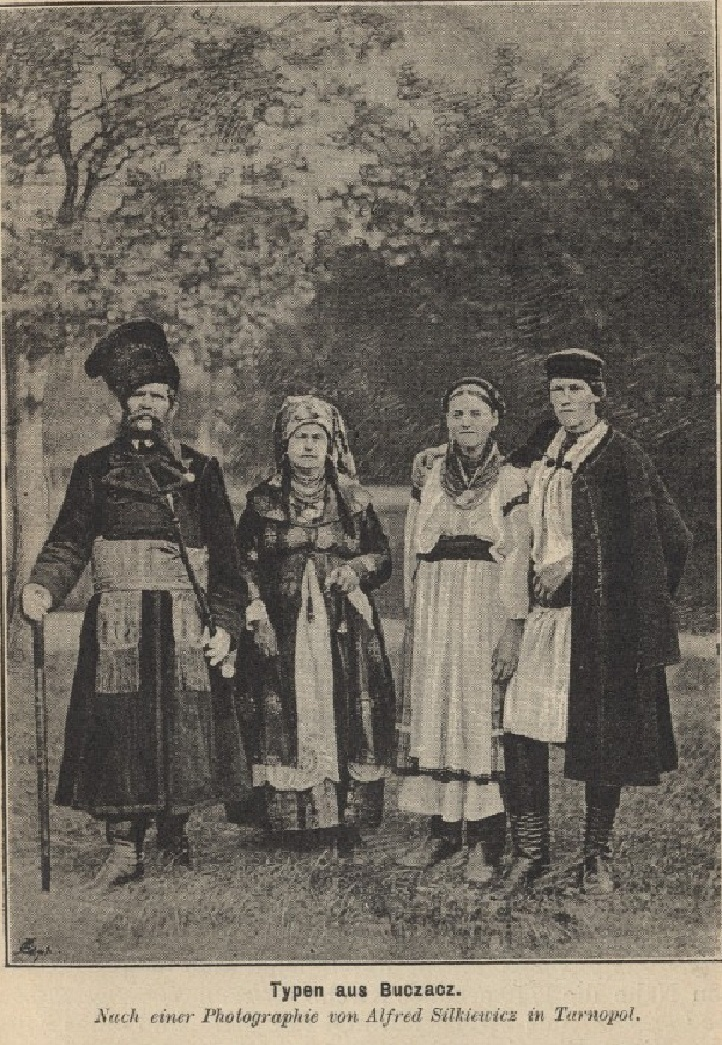
Бучач 1895 (зліва)
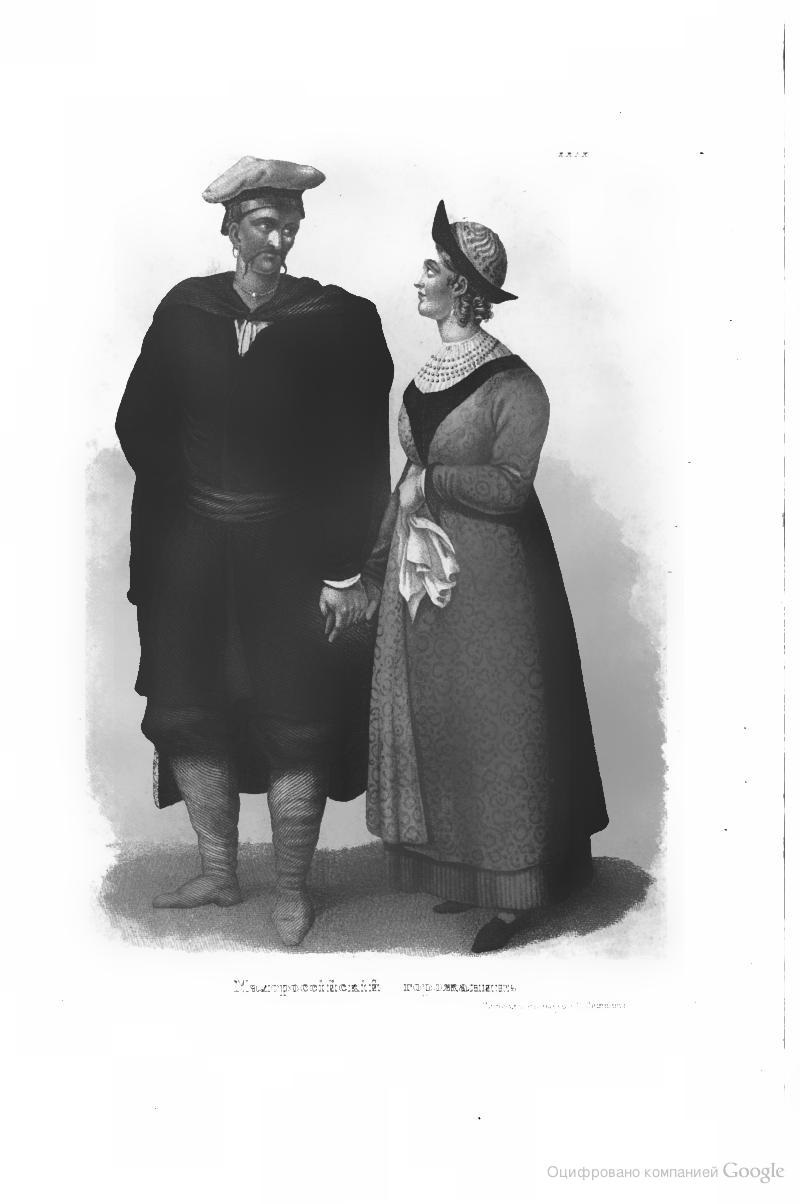
Українські міщани, 1840 рік